# 磷酸铽
磷酸铽是一种无机化合物，化学式为TbPO4，它可由磷酸钠和氯化铽在溶液中反应得到，沉淀出的二水合物在800°C灼烧，可以得到无水物。磷酸铽在3660 A的紫外光下可以发出橙黄色的荧光，而在空气中加热至100 °C时，可以得到特征性的铽的黄绿色荧光，这一过程是可逆的。